# Porażenie nerwu podjęzykowego
Porażenie nerwu podjęzykowego powoduje jedno- lub obustronne odnerwienie mięśni języka, w zależności do rodzaju uszkodzenia. Izolowane uszkodzenia dolnych nerwów czaszkowych (IX, X i XII) są rzadkie, najczęściej występują łącznie w uszkodzeniach opuszkowych.
Przyczyny:
- choroby neuronu ruchowego
- guzy pnia mózgu
- rak nosogardła
- guzy kłębka szyjnego
- polineuropatie, np. w przebiegu GBS
- urazy podstawy czaszki

Uszkodzenie obwodowe jednostronne
Przyczyny:
- zmiany zapalne pnia mózgu
- jamistość opuszki
- zakrzep przyśrodkowych gałęzi tętnicy kręgowej (zespół naprzemienny Jacksona z niedowładem piramidowym przeciwstronnym)
- guz
- tętniak tetnicy kręgowej
- rakowatość opon
- wrodzone anomalie rozwojowe okolicy otworu wielkiego, np. malformacja Arnolda-Chiariego
- przyczyny jatrogenne

Objawy:
- atrofia i fascykulacje po stronie uszkodzenia
- zbaczanie wysuniętego języka w stronę uszkodzenia
- nie ma zaburzeń połykania i artykulacji

Obustronne uszkodzenie obwodowe
Przyczyny:
- choroba neuronu ruchowego
- jamistość opuszki
- zapalenie istoty szarej rdzenia
- obustronne procesy naczyniowe opuszki

Objawy:
- obustronna atrofia i fascykulacje
- język porażony, na dnie jamy ustnej
- do tego dyzartria, niewielka dysfagia
- porażenie opuszkowe

Jednostronne uszkodzenie ośrodkowe
- niewielkie zbaczanie języka w stronę przeciwną, zwykle bezobjawowe

Obustronne uszkodzenie ośrodkowe
- ograniczenie wysuwania języka
- zespół rzekomoopuszkowy